# Michèle Vergne
Pour les articles homonymes, voir Vergne.
Michèle Vergne, née le 29 août 1943 à L'Isle-Adam, est une mathématicienne française, spécialisée dans l'analyse et la théorie de la représentation des groupes et la géométrie, notamment  leur origine historique dans la mécanique quantique.

## Biographie
Née le 29 août 1943 à L'Isle-Adam, dans le Val-d'Oise, Michèle Vergne est ancienne élève de l'École normale supérieure de jeunes filles (promotion S1962). Elle écrit sa thèse de 1966 sous la direction de Claude Chevalley, intitulée Variété des algèbres de Lie nilpotentes puis obtient son doctorat ès mathématiques (1971). Elle est actuellement directrice de recherche émérite  au Centre national de la recherche scientifique.

## Travaux
Michèle Vergne a travaillé dans la construction de représentations unitaires de groupes de Lie à l'aide des orbites coadjointes (en) des algèbres de Lie. Elle a prouvé une formule sommatoire de Poisson généralisée, appelée formule de Poisson-Plancherel.
En outre, elle a étudié le théorème de l'indice des opérateurs différentiels elliptiques et des généralisations de cette notion à la cohomologie équivariante (en). Avec Nicole Berline, c'est devenu un lien entre les formules des points fixes d'Atiyah-Bott (en) et la formule du caractère de Kirillov (en) en 1985. Cette théorie a des applications à la physique, par exemple certaines des travaux d'Edward Witten.
Par ailleurs, elle travaille en géométrie des nombres.
Avec Masaki Kashiwara, elle a formulé une conjecture sur la structure combinatoire des algèbres enveloppantes des algèbres de Lie.
Elle est également impliquée dans la promotion des mathématiques, notamment par des conférences devant des élèves de lycée, pour expliquer le métier de chercheur en mathématiques.

## Publications
- Représentations unitaires des groupes de Lie résolubles., Séminaire Bourbaki, 1973/4
- avec Michel Duflo, Jacques Dixmier: Sur la représentation coadjointe d'une algèbre de Lie , Compositio Mathematica 1974
- avec G. Lion: The Weil representation, Maslov Index and Theta Series, Birkhäuser 1980
- avec Nicole Berline, Ezra Getzler (en): Heat kernels and Dirac operators, Springer, Grundlehren der mathematischen Wissenschaften, 1992, 2004
- avec Michel Duflo, Shrawan Kumar (en) : Sur la cohomologie équivariante des variétés différentiables, Astérisque (journal) no. 215, 1993
- Quantification géométrique et réduction symplectique, Séminaire Bourbaki 2000/1
- Applications of Equivariant Cohomology, ICM 2006

## Prix et distinctions
En 1997, elle est lauréate du prix Ampère de l'Électricité de France.
Elle est membre de l'Académie des sciences depuis 1997. Elle est membre de l'Académie américaine des Arts et des Sciences et fellow de l'American Mathematical Society.
En 1992, elle donne une conférence plénière lors du premier Congrès Européen de Mathématiques à Paris, intitulée Cohomologie équivariante et formules de caractères. En 2006, elle donne une conférence plénière au Congrès international de mathématiques à Madrid, intitulée Applications of Equivariant Cohomology et en 1983, elle est conférencière invitée au Congrès international de mathématiques à Varsovie, avec une conférence intitulée Formule de Kirilov et indice de l'opérateur de Dirac. En 2008, elle est professeure invitée à l'Université de Göttingen, en tant que bénéficiaire de la bourse Emmy-Noether.
En 2017, l'université de Genève lui confère un doctorat honoris causa.
 Chevalière de la Légion d'honneur (1998)